# The Edge of Night

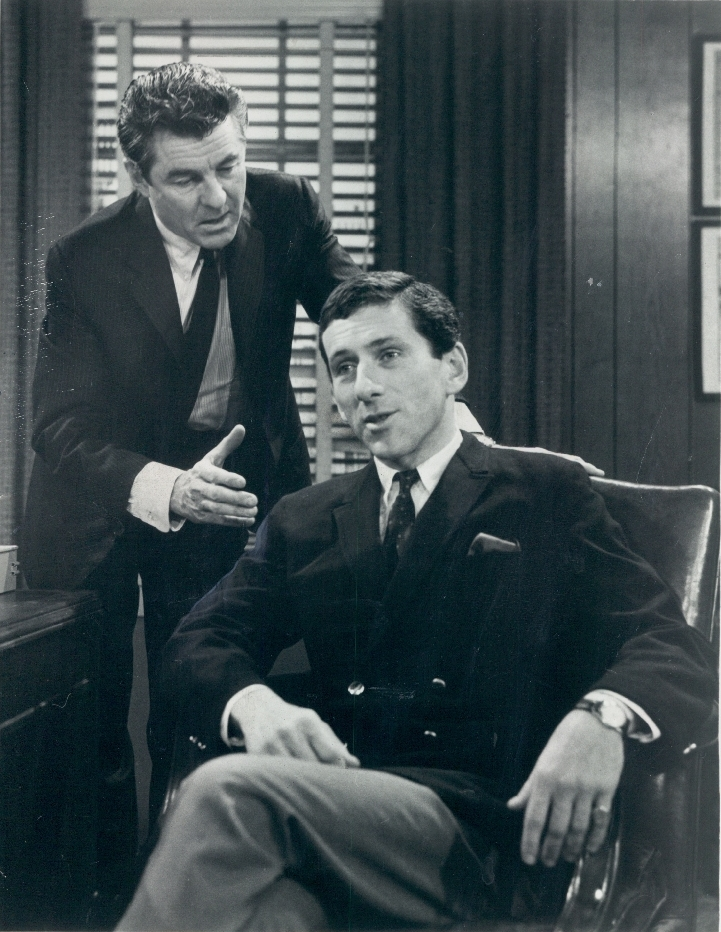
Scène uit The Edge of Night, met Laurence Hugo (links) als Mike Karr en Barry Newman als John Barnes

The Edge of Night was een langlopende Amerikaanse soapserie. Het begon op 2 april 1956 op CBS, tot 28 november 1975 bleef het op die zender. Van 1 december 1975 tot 28 december 1984 liep het op andere zender ABC. Er verschenen 7420 afleveringen.